# 14è Exèrcit (Regne Unit)

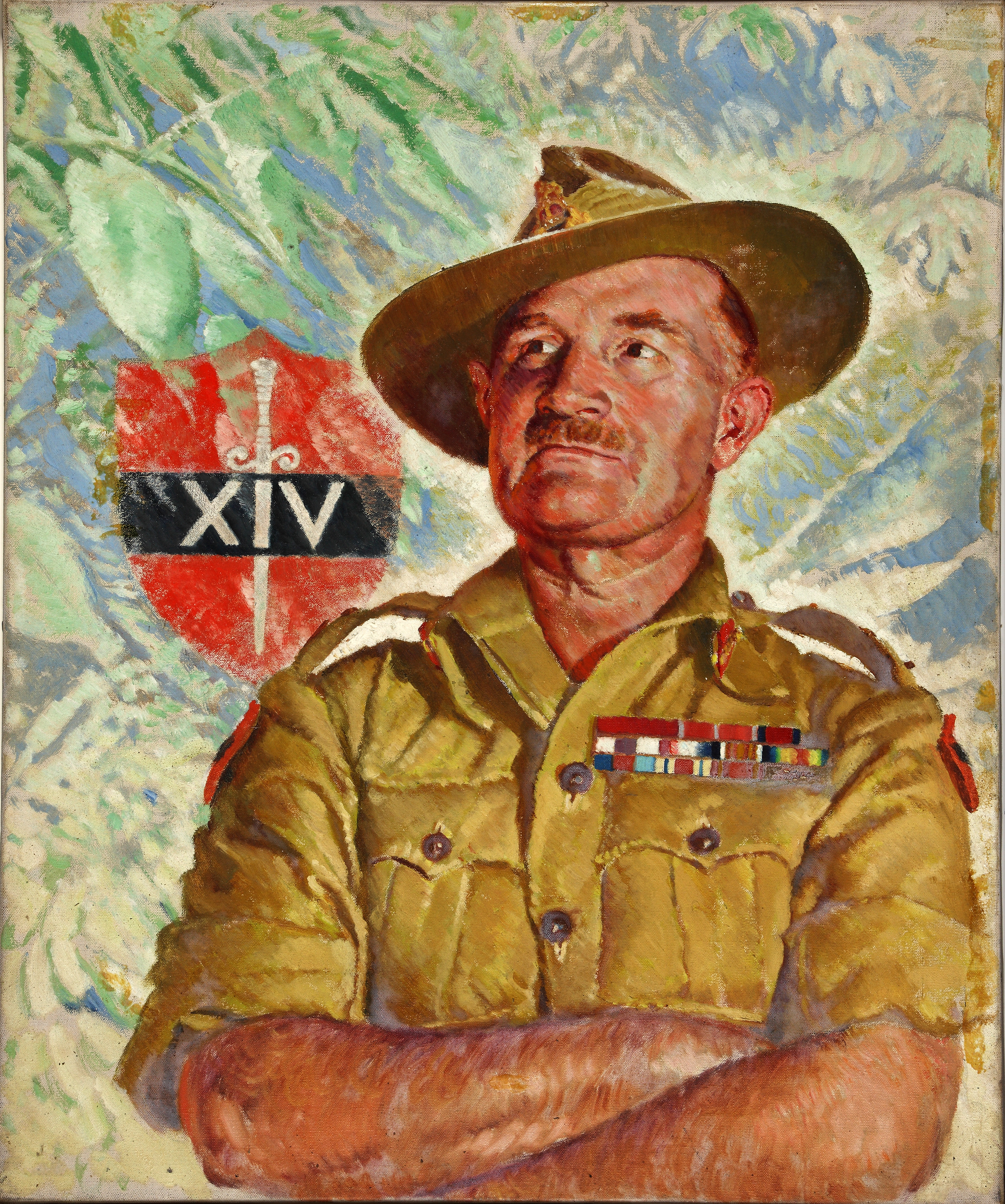
Retrat de William Slim, com a commandant del Catorzè Exèrcit, publicat pel Ministeri d'Informació.

El Catorzè exèrcit britànic va ser una força multinacional formada per unitats dels països de la Commonwealth durant la Segona Guerra Mundial. A més de les unitats de l'exèrcit britànic, moltes de les seves unitats eren de l'exèrcit indi i també hi va haver contribucions significatives de les divisions de l'Àfrica occidental i oriental de l'exèrcit britànic . Sovint s'anomenava  "l'exèrcit oblidat" perquè les seves operacions a la campanya de Birmània van ser ignorades per la premsa contemporània i van romandre més obscures que les de les formacions corresponents a Europa durant molt de temps després de la guerra. Durant la major part de l'existència de l'exèrcit, va ser comandat pel tinent general William Slim.

## Història

### Creació
Abans de la Segona Guerra Mundial, l'exèrcit indi britànic s'havia dividit en comandaments regionals supervisats per la seu de Nova Delhi, GHQ India. Un dels comandaments era el  Comandament Oriental, comandat per Sir Charles Broad. Al voltant del 21 d'abril de 1942, el Comandament de l'Est es va reorganitzar com a Exèrcit de l'Est. Tenia tant el control de les operacions contra l'exèrcit japonès a Birmània, com grans responsabilitats de rereguarda, derivades de la seva tasca d'abans de la guerra. El juliol de 1942, Broad es va retirar i el tinent general Noel Irwin va assumir el comandament. El quarter general de l'exèrcit va intercanviar la seva ubicació i paper amb el del XV cos per a la campanya d'Arakan (1942–1943). Després del fracàs d'aquesta ofensiva, Irwin va ser substituït pel general George Giffard el maig de 1943.
A finals de 1943, es va crear el comandament del sud-est asiàtic, amb Lord Louis Mountbatten com a comandant en cap. L'exèrcit oriental es va dividir. Un comandament oriental reformat es va fer càrrec de les zones posteriors de Bihar, Odisha i la major part de Bengala. L'Exèrcit Oriental va continuar sent responsable de les operacions contra els japonesos, com a part de l'11è Grup d'Exèrcits Britànic (comandat per Giffard). El tinent general William Slim, llavors comandant del XV Cos, va ser nomenat al comandament de l'exèrcit. Almenys dues fonts informen de la història de la primera o d'una de les seves primeres reunions amb Slim, qui, segons es diu, li va dir a Mountbatten "... Canviem aquest horrible nom d'Exèrcit Oriental. Posem-li un número".
Les principals formacions subordinades del Catorze Exèrcit eren el IV Cos a Assam i el XV Cos a Arakan. Durant la primera part de 1944, l'Exèrcit també va tenir un control operatiu fluix sobre les tropes estatunidenques i xineses del Comandament de l'Àrea de Combat del Nord, i els chindits operant darrere de les línies enemigues sota el comandament del major general Orde Wingate.

### Defensant l'Índia Britànica

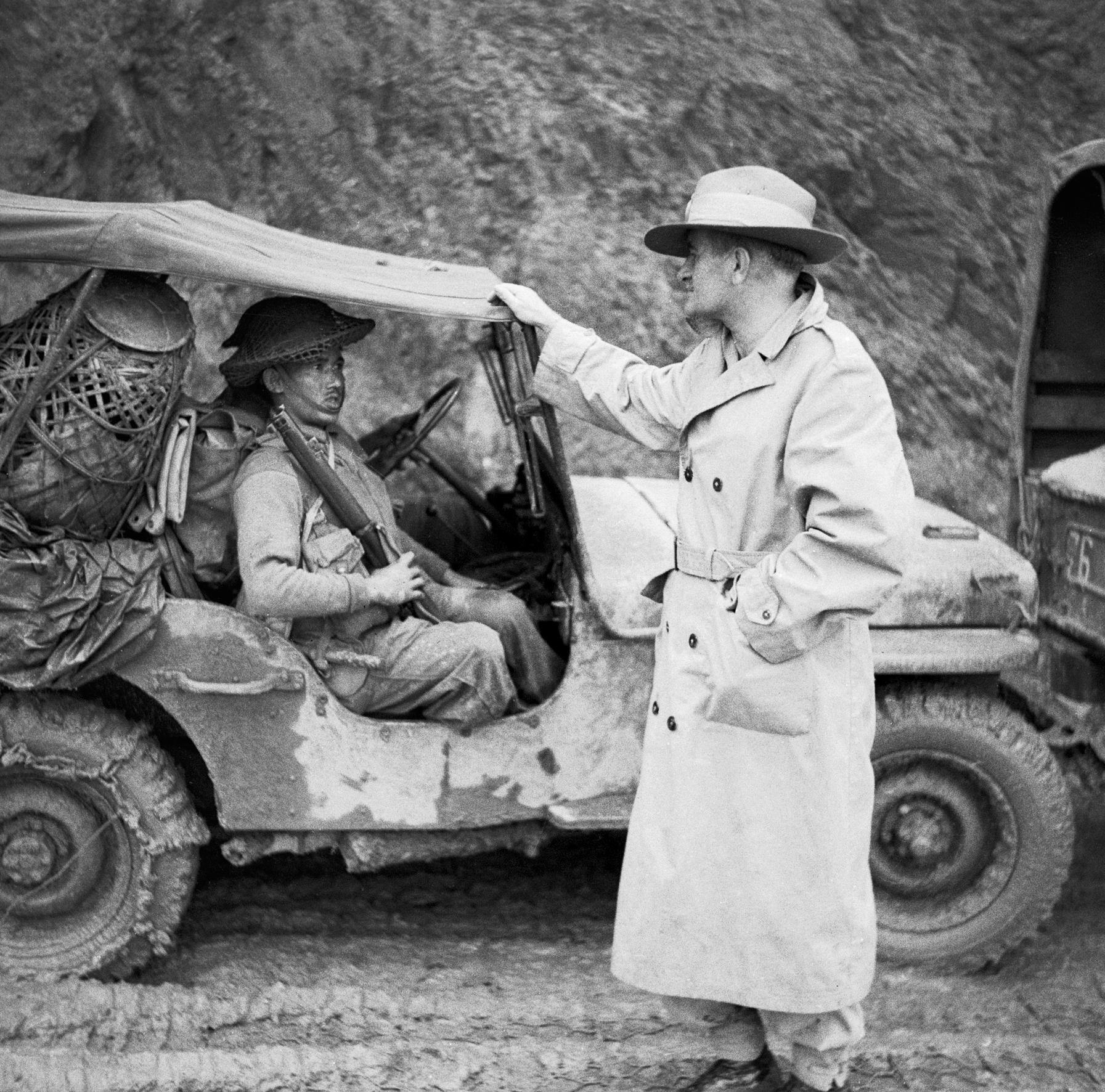
El tinent general Slim, al comandament del Catorze Exèrcit, xerrant amb un fuseller Gurkha. A prop de Pallel, novembre de 1944.

A principis de 1944, els aliats van començar avenços provisionals cap a Birmània. Els japonesos van respondre amb ofensives totals, amb la intenció de destruir els aliats a les seves àrees de base.
El primer moviment japonès va ser un atac subsidiari a Arakan on el XV Cos avançava lentament cap al sud. Després dels contratemps inicials dels aliats, en què un quarter general de divisions índia va ser envaït, les unitats envoltades van derrotar als japonesos a la batalla del Departament d'Administració. Un factor vital va ser el reabastiment d'unitats de tall per avions.
La principal ofensiva japonesa es va llançar al front central d'Assam. Mentre una divisió avançava cap a Kohima per aïllar el IV Cos, el cos principal va intentar envoltar i destruir el IV Cos a Imphal. Com que l'atac japonès a Arakan ja havia fracassat, unitats endurides per la batalla van ser enviades des d'Arakan per ajudar les forces assetjades a Assam. A més, el XXXIII Cos es va traslladar des del sud de l'Índia, on havien estat entrenant per a operacions amfíbies, per alleujar la guarnició de Kohima i després avançar per alleujar Imphal.
El resultat de les batalles va ser una aclaparadora derrota japonesa. Els japonesos van patir 85.000 víctimes, principalment per malalties i malalties després que els seus subministraments es van acabar. Els aliats s'havien subministrat contínuament des de l'aire, en l'operació més gran d'aquest tipus fins a aquella data.

### Reconquesta de Birmània
El 1945, les operacions amfíbies per recuperar Birmània es van haver de cancel·lar una vegada més a causa de l'escassetat de recursos. En canvi, el Catorze Exèrcit havia de muntar l'ofensiva principal. L'Exèrcit estava ara subordinat al quarter general de les Forces de Terra Aliades del Sud-est Asiàtic (ALFSEA), i estava format pel IV Cos i el XXXIII Cos. Com que les línies de subministrament de l'Exèrcit per terra eren llargues i precàries, el subministrament d'aire havia de tornar a ser vital.
Els japonesos van intentar prevenir els atacs aliats retirant-se darrere del riu Irrawaddy. El Catorze Exèrcit va poder, no obstant això, canviar el seu eix d'avanç. El IV Cos, encapçalat per unitats blindades i motoritzades, va travessar el riu aigües avall de les principals forces japoneses i es va apoderar del vital centre logístic i de comunicacions de Meiktila. Quan els japonesos van intentar recuperar Meiktila, el XXXIII Cos va capturar Mandalay, l'antiga capital que va tenir una importància important per a la majoria de la població birmana . El resultat de les batalles de Meiktila i Mandalay, conegudes com la batalla de la Birmània Central, va ser la destrucció de la majoria de les unitats japoneses a Birmània, la qual cosa va permetre la posterior persecució.
El 14è Exèrcit ara avançava cap al sud. Mentre el XXXIII Cos avançava pel riu Irrawaddy, el IV Cos va fer l'esforç principal al llarg del riu Sittang, cobrint 200 milles (320 km) en un mes. Era vital capturar Rangun, la capital i port principal de Birmània, per permetre que l'exèrcit fos subministrat durant el monsó. En aquest cas, el IV Cos es va mantenir a 40 milles (64 km) al nord de Rangún per rereguardes japoneses sacrificades, però el seu avanç va fer que els japonesos abandonessin Rangun, que va ser ocupada després d'un desembarcament amfibi sense oposició (nom en clau operació Dràcula) el 2 de maig.
El Catorze Exèrcit va comptar amb el suport del Servei Auxiliar de Dones (Birmania) que va oferir un servei de cantina per a les tropes del Comandament de Birmània i es va traslladar pel país amb l'Exèrcit.

### El final de la guerra
Poc després de la caiguda de Rangun, el quarter general de l'exèrcit va ser rellevat de la responsabilitat de les operacions a Birmània. Es va formar un nou quarter general del Dotzè Exèrcit des del XXXIII Cos i es va fer càrrec del IV Cos. El quarter general de l'exèrcit es va traslladar ara a Ceilan per planificar les operacions per reconquistar Malàisia i Singapur. Controlava el XV Cos i el recentment creat XXXIV Cos indi.
El general Slim va ser ascendit al comandament de les Forces Terrestres Aliades al sud-est asiàtic. El tinent general Miles Dempsey va ser nomenat per comandar el Catorzè exèrcit.
S'estava preparant un desembarcament marítim a la costa oest de Malàisia, amb el nom en clau operació Cremallera, però es va desestimar finalment amb el llançament de les bombes atòmiques sobre Hiroshima i Nagasaki i la rendició japonesa. No obstant això, Cremallera va ser muntat sense oposició com el mètode més ràpid d'introduir tropes a Malàisia per fer complir la rendició dels japonesos allà i repatriar els presoners de guerra aliats .
El Catorze Exèrcit va ser rebatejat com a Comandament de Malaya l'1 de novembre de 1945.

## Exèrcit de la Commonwealth
El Catorze Exèrcit, com el Vuitè Exèrcit , estava format per unitats que venien de tots els racons de la Commonwealth. El 1945 el Catorze Exèrcit era l'exèrcit més gran de la Commonwealth i un dels exèrcits més grans del món, amb prop d'un milió d'homes al comandament. Tres divisions africanes, la 81a i la 82a Divisions de l'Àfrica Occidental i l'11a Divisió (Àfrica Oriental), es van unir a l'exèrcit. Hi havia moltes unitats i formacions de l'exèrcit britànic, però la majoria de l'exèrcit es va construir al voltant de l'exèrcit indi britànic, que es deia que era l'exèrcit de voluntaris més gran de la història amb 2.500.000 homes.

## Ordre de batalla
El Catorzè Exèrcit va ser l'exèrcit de la Commonwealth més gran de la Segona Guerra Mundial, amb gairebé un milió d'homes a finals de 1944.
En diferents períodes de la Segona Guerra Mundial estava compost per quatre cossos:
- IV Cos
- XV Cos
- XXXIII Cos
- XXXIV Cos

Un total de tretze divisions van servir amb el Catorze Exèrcit:
- 2a divisió d'infanteria britànica
- 5a divisió d'infanteria índia
- 7a divisió d'infanteria índia
- 11a Divisió d'Infanteria (Àfrica Oriental)
- 17a divisió d'infanteria índia
- 19a divisió d'infanteria índia
- 20a divisió d'infanteria índia
- 23a divisió d'infanteria índia
- 25a divisió d'infanteria índia
- 26a divisió d'infanteria índia
- 36a divisió d'infanteria britànica
- 81a Divisió d'Infanteria (Àfrica Occidental)
- 82a Divisió d'Infanteria (Àfrica Occidental)

Algunes formacions de combat més petites també van servir:
- 50a Brigada Paracaigudista (Índia)
- 77a Brigada Paracaigudista (Índia)
- 14a Brigade de Desembarcament aeri
- 268a Brigada Índia Motoritzada
- 3a Brigada Comando
- Brigada Lushai
- 22a Brigada d'Infanteria (Àfrica Oriental)
- 28a Brigada d'Infanteria (Àfrica Oriental)
- 254a Brigada de Tancs
- 255a Brigada de Tancs
- 50a Brigada de Tancs

També servien amb el 14è Exèrcit una sèrie d'exèrcits, cossos i unitats divisionals no orgàniques per a les divisions de combat.

## Llegat
| «                          | Quan tornis a casa, no et preocupis per què dir-li als teus éssers estimats i amics sobre el servei a Àsia. Ningú sabrà on eres, ni on és si ho fas. Sou i seguireu sent "L'exèrcit oblidat". | » |
| — atribuït al general Slim | |   |

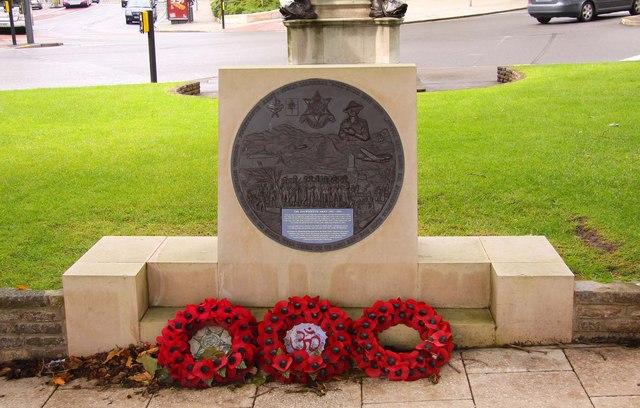
Memorial del Catorze exèrcit a Bristol

El cementiri de guerra de Kohima té la famosa inscripció "When You Go Home, Tell Them Of Us And Say, For Your Tomorrow, We Gave Our Today" (Quan tornis a casa, parla'ls de nosaltres i digues, pel teu demà, hem donat el nostre avui). L'epitafi de Kohima s'atribueix a John Maxwell Edmonds (1875–1958), i es creu que s'ha inspirat en l'epitafi de Simònides escrit per Simònides per honrar els espartans que van caure a la batalla de les Termòpiles l'any 480 aC.

## Documentals
- Burma: The Forgotten War, BBC, 1995 (Director: Mark Fielder; Narrator: Charles Wheeler)
- Captain Tom's War, ITV, 2020 (Captain Tom Moore marks 75 years since VJ Day and the end of World War Two)